# Comuna Karojba, Istria
Karojba este o comună în cantonul Istria, Croația, având o populație de 1.438 de locuitori (2011).

## Demografie
Componența etnică a comunei Karojba
     Croați (82,27%)
     Italieni (1,39%)
     Necunoscut (0,21%)
     Neclasificat (15,99%)
Componența confesională a comunei Karojba
     Catolici (97,84%)
     Necunoscută (0,56%)
     Alte religii (1,6%)
Conform recensământului din 2011, comuna Karojba avea 1.438 de locuitori. Din punct de vedere etnic, majoritatea locuitorilor (82,27%) erau croați, existând și minorități de afiliați religios (15,37%) și italieni (1,39%). Apartenența etnică nu este cunoscută în cazul a 0,21% din locuitori. Din punct de vedere confesional, majoritatea locuitorilor (97,84%) erau catolici. Pentru 0,56% din locuitori nu este cunoscută apartenența confesională.